# شهرستان میرزاچول
ناحیهٔ میرزاچول (به ازبکی: Mirzachul District) یک ناحیه در ازبکستان است که در ولایت جیزک واقع شده‌است. ناحیه میرزاچول ۴۲۰ کیلومتر مربع مساحت و ۴۷٬۱۰۰ نفر جمعیت دارد.